# Natalia Kovchova
Natalia Kovchova (russe : Наталья Ковшова ; 26 novembre 1920 – 14 août 1942) est une tireuse d'élite soviétique qui s'est battue dans la Grande Guerre patriotique.
Elle combat avec son amie Maria Polivanova qui agit comme observatrice. Natalia se bat courageusement tout au long de la guerre ; elle est tuée au combat près de Novgorod, en août 1942. Elle reçoit à titre posthume le titre d'Héroïne de l'Union soviétique, la plus haute récompense de l'Union soviétique pour actes de bravoure le 14 février 1943.

## Enfance et éducation
Natalia Kovchova est née le 26 novembre 1920 à Oufa ; capitale de la Bachkirie en Russie. Sa mère, Nina Dmitrievna Aralovets vient d'une famille de révolutionnaires,. Son père est un communiste de la première heure, membre du Parti ouvrier social-démocrate de Russie en 1917, il a participé à la révolution russe. Il est expulsé du parti communiste en 1927 pour « trotskisme » et envoyé au Goulag de 1949 à 1954.
Peu de temps après sa naissance, sa famille déménage à Moscou. Après avoir obtenu son diplôme de l'école secondaire, Kovchova commence à travailler à l'Institut de recherche de Moscou en attendant d'être acceptée dans une université d'aviation. Elle y rencontre  Maria Polivanova et se lie d'amitié avec elle.

## Grande Guerre patriotique
Lorsque la Grande Guerre patriotique commence en 1941, Kovchova rejoint une unité d'autodéfense de Moscou, les Narodnoe Opolcheniye, avec Polivanova à l'âge de 21 ans. Ces groupes d'auto-défense commencent lorsque les avions de la Luftwaffe commencent à bombarder des villes de Russie. Kovchova est responsable du département de l'observation et de la communication. Elle passe de nombreuses nuits dans la tour de contrôle. Après son expérience au sein du groupe d'auto-défense, Kovchova assiste une formation pour tireur d'élite du 528e Régiment d'infanterie et de l'École centrale pour femmes de tireurs d'élite. À la fin de la formation, elle est envoyée en première ligne avec le 528e Régiment de carabiniers.
En janvier 1942, Kovchova et Polivanova, qui a rejoint le même régiment peu de temps après elle, commencent à se battre contre les forces allemandes sur le Front du Nord-Ouest. Les deux femmes s'établissent comme les tireuses d'élite du régiment. Kovchova est la tireuse de leur équipe, et Polivanova agit à titre d'observatrice. Elles combattent  lors de la bataille de Moscou avec le 528e régiment de carabiniers, envoyé en renfort pour défendre la capitale russe. Au cours de la bataille, Kovchova s'avère être une tireuse d'élite de haut niveau, tuant de nombreux soldats allemands. Elle creuse aussi de nombreux fossés anti-char, des nids de mitrailleuses, et des tranchées pour l'infanterie. Elle forme des nouveaux soldats au maniement les fusils ainsi que les meilleurs étudiants en passe de devenir tireurs d'élite. Pour ses actions dans la bataille de Moscou, Kovchova reçoit l'Ordre de l'Étoile Rouge.

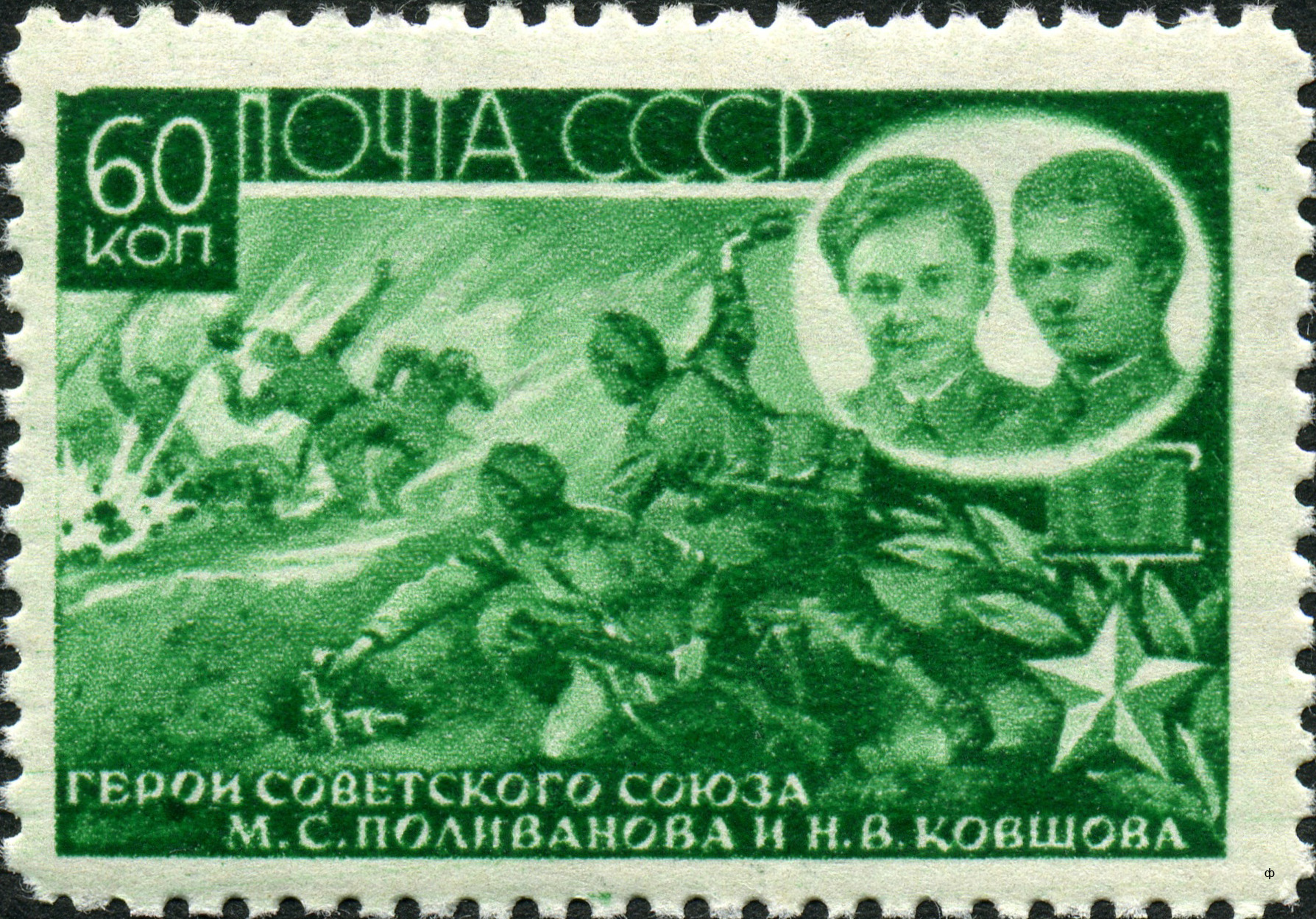
1944 : timbre-poste soviétique représentant Polivanova et Kovshova

Kovchova exprime une grande haine envers les Allemands pendant la Grande Guerre patriotique. Elle est inspirée par la propagande soviétique, qui parle des soldats comme des libérateurs de la patrie. Elle écrit à sa mère en 1942 : « Vous pouvez entendre des histoires horribles de la part des riverains qui ont été dans les mains des porcs fascistes. Les femmes avec qui nous vivons a eu un visiteur qui disait que les Allemands ont abattu son frère et de quatre de ses amis tout simplement parce qu'ils sont sortis après 4 heures ». Kovchova trouve un grand plaisir à tuer des soldats allemands. Elle écrit à sa mère le 7 juillet 1942 : « Ma très chère Maman ! S'il vous plaît ne soyez pas en colère que je ne vous ait pas écrit au sujet de ma blessure. Mais je ne voulais pas vous inquiéter sans aucune raison, puisque rien de grave ne s'est passé... Je suis de retour avec mon unité depuis 2 juin 1942. Maintenant Machenka [Maria] et moi travaillons avec les jeunes tireurs d'élite. Les statistiques sont bonnes. Dans les deux dernières semaines de juin, nos élèves ont abattu trois Fritz. Pas mal ! Il y a quelques jours, cinq d'entre nous sont allés en reconnaissance sans rien dire au commandant de la compagnie. Nous avons marché droit sous le nez des Allemands, qui ne s'en sont pas rendu compte ! ».
Le 14 août 1942, le régiment de Kovchova est engagé dans la lutte près du village de Sutoki-Byakovo dans l'Oblast de Novgorod. Les mitrailleurs et les tireurs d'élite résistent à l'offensive allemande dans les tranchées. Les soldats soviétiques sont tués les uns après les autres, jusqu'à ce qu'il ne reste plus que Kovchova et Polivanova, toutes les deux blessées. La capture n'étant pas une option, Kovchova décide de retirer la broche de sa grenade, et d'attendre que les soldats allemands atteignent la tranchée. Quand les Allemands arrivent dans la tranchée, Kovchova fait exploser les grenades, se tuant, ainsi que Polivanova et de nombreux soldats allemands. Elle reçoit à titre posthume le titre d'Héroïne de l'Union soviétique, en reconnaissance de son sacrifice. On estime que Kovchova et Polivanova ont tué plus de 300 soldats allemands,.

## Hommages
- Au 117 rue Pouchkine, où elle vécut avec ses parents à Oufa, deux plaques commémoratives sont apposées, écrites en russe et en bachkir. En 2005, la maison étant en passe d'être détruite, la plaque est transférée au Musée national de la République de Bachkirie et la seconde dans la bibliothèque pour enfants d'Oufa. En février 2008, une nouvelle plaque est apposée rue Pouchkine[10].
- À Tcheliabinsk, l'école no 56 est nommée en son honneur et un buste est érigé dans la cour[11].
- Chaque année, une course d'athlétisme est organisée à Oufa en sa mémoire[12].